# Siemion Rżyszczyn
Siemion Iwanowicz Rżyszczyn (ros. Семён Иванович Ржищин, ur. 15 lutego 1933 w Troicku w obwodzie riazańskim, zm. 27 grudnia 1986 w Duszanbe) – rosyjski lekkoatleta startujący w barwach Związku Socjalistycznych Republik Radzieckich, medalista olimpijski i wicemistrz Europy.

## Kariera sportowa
Specjalizował się w biegu na 3000 metrów z przeszkodami. 14 sierpnia 1956 w Moskwie ustanowił rekord świata w tej konkurencji (odbierając go Jerzemu Chromikowi) czasem 8:39,8. Był to pierwszy w historii wynik poniżej 8 minut i 40 sekund na tym dystansie. Miesiąc później rekord ten poprawił Węgier Sándor Rozsnyói. Na igrzyskach olimpijskich w 1956 w Melbourne Rżyszczyn zajął 5. miejsce w finale biegu na 3000 metrów z przeszkodami.
Był złotym medalistą światowych igrzysk studentów (Moskwa 1957).
21 lipca 1958 w Tallinnie Rżyszczyn odzyskał rekord świata czasem 8:35,6, ale po 12 dniach go utracił na rzecz Jerzego Chromika. Na mistrzostwach Europy w 1958 w Sztokholmie zdobył srebrny medal, przegrywając z Chromikiem, a wyprzedzając Niemca Hansa Hüneke. Na igrzyskach olimpijskich w 1960 w Rzymie Rżyszczyn został brązowym medalistą za Zdzisławem Krzyszkowiakiem i swym rodakiem Nikołajem Sokołowem.
Był mistrzem ZSRR w biegu na 3000 m z przeszkodami w latach 1955–1959 i wicemistrzem w 1960. Zakończył karierę sportową w 1961.
Otrzymał tytuł Zasłużonego Mistrza Sportu ZSRR oraz order „Znak Honoru”.